# Franc guineà
El franc guineà (en francès franc guinéen o, simplement, franc) és la unitat monetària de la República de Guinea. El codi ISO 4217 és GNF i l'abreviació és FG. Tradicionalment s'ha dividit en 100 cèntims (centimes), però actualment ja no s'usa la moneda fraccionària.
El franc es va introduir el 1959 en substitució del franc CFA, amb el mateix valor que aquest. El 1971 el govern del president Sékou Touré el va substituir pel syli a raó de 10 francs guineans per syli. El successor en la presidència, Lansana Conté, el va reintroduir el 1985, amb el mateix valor que l'antic syli.
Emès pel Banc Central de la República de Guinea (Banque Centrale de la République de Guinée), en circulen bitllets de 10.000, 5.000, 1.000, 500 i 100 francs, i monedes de 50, 25, 10, 5 i 1 francs.
A començament del 2009, el franc guineà era la setena unitat monetària de valor més baix del món.

## Taxes de canvi
- 1 EUR = 5.231,00 GNF (13 de gener del 2006)
- 1 USD = 4.307,50 GNF (13 de gener del 2006)